# Trichotrimicra rectangula
Trichotrimicra rectangula är en tvåvingeart som beskrevs av Alexander 1975. Trichotrimicra rectangula ingår i släktet Trichotrimicra och familjen småharkrankar.
Artens utbredningsområde är Nigeria. Inga underarter finns listade i Catalogue of Life.